# Eriprando I Visconti

Stemma Visconti

Eriprando I Visconti (... – dopo il 1037) è stato un condottiero italiano. È stato uno dei primi esponenti della famiglia Visconti, così chiamati forse perché alcuni antenati furono viceconti del conte di Milano.

## Biografia
Condottiero della milizia milanese, nel 1037 si schierò contro l'imperatore Corrado II, deciso a vendicarsi coi milanesi per aver accolto il vescovo di Milano Ariberto, dopo essere stato carcerato a Piacenza. In questa occasione, Eriprando è ricordato per aver sfidato e ucciso un parente dell'imperatore, detto "il Bavaro".

## Discendenza
Il figlio Ottone (?-1111), fu visconte dell'arcivescovo di Milano.